# Bitola russa
Bitola russa é uma bitola mais larga que a bitola internacional dos transportes ferroviários. Ela era utilizada como a oficial do Império Russo e regiões vizinhas. No começo, tal bitola tinha largura de 1.524 mm, largura esta que permanece como oficial na Finlândia.
Entre a década de 1970 e a década de 1990, a bitola russa foi gradualmente trocada a 1.520 mm em basicamente todos os países que a adotavam, entre os quais estavam os integrantes da CEI, além da Letónia, Lituânia, Estónia, Geórgia, Mongólia e Afeganistão.
A bitola de 1.520 mm passou a ser utilizada em todos os trens/comboios metropolitanos e na maioria das redes de eléctrico que construiam-se no Império Russo e União Soviética.